# 羅塔爾多河
羅塔爾多河是意大利的河流，位於該國北部，屬於波河的右支流，河道全長40公里，平均流量每秒1.6立方米，發源自格拉扎諾巴多廖，最終在瓦爾馬卡注入波河。